# Traité d'Asti (1615)
Le second traité d'Asti, également appelé paix d'Asti, est signé le 21 juin 1615, entre l'Espagne de Philippe III et le duché de Savoie de Charles-Emmanuel au sujet de la succession du marquisat de Montferrat.

## Historique
En 1612, après la mort de François, duc de Mantoue, sans enfant mâle, le cardinal Ferdinand, son frère, qui n'était encore que prêtre, mais qui avait obtenu du pape Paul V une dispense pour se marier, prit possession du marquisat de Montferrat, au grand dam de Charles-Emmanuel Ier de Savoie. Les deux parties entrèrent immédiatement en guerre en raison que la veuve de François de Mantoue était la fille de Charles-Emmanuel de Savoie et avec quelques autres différents touchant plusieurs dots de mariages anciens et récents.
Du côté du duc de Mantoue, on soutenait, au nom de Marie de Gonzague, que le Montferrat étant un fief féminin, elle pouvait le posséder. De son côté, le prince Charles-Emmanuel de Savoie demandait qu'on lui remit sa fille et sa petite-fille afin de réunir plus facilement le Montferrat à ses États. Enfin on proposait comme moyen d'accordement de faire épouser Marguerite de Savoie, veuve de François de Gonzague et fille Charles-Emmanuel de Savoie, à Ferdinand de Mantoue. Aussi vicieux, aussi incapable que son père et que son frère, celui-ci ne sut prendre une résolution, ne tint aucune de ses promesses, refusa de rendre sa belle-sœur et s'empara de la tutelle de sa nièce.
Le duc de Savoie prétendit que c'était faire injure à sa fille et il en prit prétexte pour courir aux armes et attaquer le Montferrat le 22 avril 1613. 
Le roi d'Espagne, Philippe III, s'étant intéressé à cette querelle, il tranche en faveur de Ferdinand, duc de Mantoue, et envoie dès le mois de mai 1613, 4 000 Espagnols sous les ordres de Juan de Mendoza, Marquis de la Hinojosa (es), gouverneur du Milanais. Cette troupe force le duc de Savoie à lever le siège de Nizza. La guerre, mêlée de succès et de revers de part et d'autre, continua jusqu'au mois de mai 1615. À la suite d'un cinglant revers éprouvé par les Savoyards sur les collines d'Asti, l'intervention de la France, du Pape et des Vénitiens amène un armistice.
Le traité de paix qui sera signé à Asti le 21 juin 1615 soumettait à l'arbitrage du roi d'Espagne le différend entre les maisons de Savoie et de Gonzague au sujet du Montferrat. Le traité était garanti par les puissances médiatrices, la France, l'Angleterre, le Pape et la république de Venise.
Pour réclamer le Montferrat, le duc de Savoie, Charles-Emmanuel, se fondait sur un traité conclu le 1er mai 1330 à l'occasion du mariage de Yolande de Montferrat, fille de Théodore Comène Paléologue, marquis de Montferrat et d'Argentine Spinola, avec Aymon, comte de Savoie.
Ce traité disposait qu'en cas d'extinction des descendants mâles du marquis de Montferrat, ceux de Yolande succéderaient au marquisat, à charge de doter les filles en argent.
En 1518, Guillaume Paléologue, marquis de Montferrat, mourut laissant de son mariage avec Anne d'Alençon 3 enfants : 
1. Marie, née en 1509 ;
2. Marguerite, née en 1510, qui épousera le 5 octobre 1531 à Casal, Frédéric de Gonzague, marquis de Mantoue ;
3. Boniface, né en 1512.

Boniface mourut, en 1530, à l'âge de 18 ans, sans postérité, et institue comme son héritier Jean Georges Paléologue, son oncle, évêque de Casal qui décède en 1533.
À la mort de ce dernier, Charles Quint s'empresse de mettre des garnisons dans les places fortes de Montferrat qu'il tient en séquestre.
Frédéric de Gonzague s'était ligué avec François Ier, les princes d'Italie et les Vénitiens contre l'empereur Charles Quint. Il se jeta dans son parti en 1530 et en fut récompensé, d'abord par le titre de duc de Mantoue, ensuite par la cession du Montferrat, sans aucun égard pour les réclamations du duc de Savoie et du marquis de Saluces,,,
Le traité d'Asti permettant à de grandes puissances de se mêler des affaires intérieure espagnole, il excita un vif mécontentement en Espagne. Juan de Mendoza, Marquis de la Hinojosa (es), est rappelé en Espagne, mis en jugement et remplacé à Milan par Don Pedro de Tolède, marquis de Villafranca.
En Savoie, le mécontentement était également très fort sous prétexte de l’inexécution d'aucun points du traité que le roi d'Espagne disait être arrêté, et principalement du désarment des armées, qui faisait entrer en méfiances les deux parties. En septembre 1616, la guerre se ralluma entre les deux princes et Don Pedro de Tolède eut pour instruction de recommencer la guerre, au début de 1617, contre le duc de Savoie, en mettant le siège devant Verceil.